# Toc Toc Toc ! (jeu)
Pour les articles homonymes, voir toc toc toc.
Toc Toc Toc ! est un jeu de société créé par Bruno Faidutti et Gwénaël Bouquin en 2004 et édité par Asmodée.
Pour 3 à 5 joueurs, à partir de 7 ans pour environ 40 minutes.

## Principe général
Toc Toc Toc est un jeu de cartes tout entier basé sur le bluff. À son tour, un joueur propose une carte, face cachée, à l'un des adversaires qui, sans la regarder, doit l'accepter ou la retourner à l'envoyeur. Les cartes représentent les invités à une fête d'Halloween, et bien sûr certains invités sont très appréciés, comme les musiciens, tandis que d'autres sont indésirables.